# Ramon Pujol (actor)
Ramon Pujol (Barcelona, 1 d'agost de 1981) és un actor català.

## Biografia
Comença la seva formació en la dècada dels noranta amb una inicial formació musical. Entre el 1996 i 1999 fa cursos d'interpretació a l'Escola Nancy Tuñon. El 2002 cursaria un intensiu al Teatre du Movement i quatre anys més tard es llicencia en interpretació per l'Institut del Teatre de Barcelona.
El 2002 actua a la sèrie de televisió El comisario, dirigida per Iñaki Mercero, i un any més tard participarà en l'obra teatral Poques vergonyes de Felip Loza i Garbiñe Losada, dirigida per Fermí Fernàndez al Teatre Regina. Del 2005 al 2006 actuarà a l'obra La màgia dels Ki-Kids., d'Àngel Llàcer al Teatre Condal.
El 2006 es un any molt productiu en interpretacions a En la solitud dels verbs dirigida per. Sandra Simó al Teatre Studium; La dona d'Abans de Roland Schimmelpfennig de Thomas Sauerteig a la Sala Beckett; El somni americà d'Edward Albee dirigida per Santiago Sans al Teatre Romea, i En Pólvora d'Àngel Guimerà sota direcció de Sergi Belbel al Teatre Nacional de Catalunya, que durarà fins a l'any següent. A televisió interpretarà el personatge Camareiro Bar en la pel·lícula Omar Martinez de Pau Martinez, i farà de Lucien a El perfum: història d'un assassí de Tom Tykwer.
Durant el 2007 segueix les seves interpretacions teatrals amb El gest que mai arriba de Sandra Simó al Teatre Lliure, i El signe de l'escorpí de Julio Manrique sota direcció de Cristina Genebat al Teatre Tantarantana. Farà una petita incursió en les sèries de televisió interpretant a Marc a La Via Augusta de Joaquim Oristrell, i en el llargmetratge Myway de Josep Antoni Salgot. L'any següent es dedica preferentment a la televisió, participant a la sèrie de TV3 Serrallonga d'Esteve Rovira, com a Segimón. Continuaria amb Cuenta atrás de Keoni Waxman, i Doctor Mateo, com Ernesto Escribano, sota direcció de José Luis Alcaine. Però serà amb el clàssic Espectres d'Henrik Ibsen, dirigit per Magda Puyo, on serà nominat a Millor Actor de Repartiment en els Premis Max del 2009.
Reprèn la seva activitat el 2010 al teatre amb The History Boys d'Alan Benett amb direcció de Josep Maria Pou. En l'àmbit televisiu participa la pel·lícula Lope d'Andrucha Waddington. L'any següent se centrarà preferentment en televisió amb les sèries Barcelona ciutat neutral de Sònia Sanchez; Ángel o demonio d'Eduard Cortés i Gran Nord de María Almagro i Jesús Font. Participarà en el curt S'ha acabat la festa de Gigi Romero; i a les pel·lícules Mil Cretins de Ventura Pons, i No tengas miedo de Montxo Armendáriz.
Després d'una absència als escenaris durant el 2012, l'any següent actuarà al teatre amb Terra de Ningú de Harold Pinter dirigit per. Xavier Albertí al Teatre Nacional de Catalunya fins al 2014. Aquest any actua a la televisió amb Ciega a citas de Carolina Aguirre, i al teatre amb Smiley, una història d'amor de Guillem Clua de. Guillem Clua, inicialment a Sala Flyhard de Barcelona, amb produccions al Teatro Lara i Teatro Maravillas de Madrid a la temporada 2014-2015
Durant el 2015 se centra en l'activitat teatral amb Sòcrates, judici i mort d'un ciutadà de Mario Gas i Alberto Iglesias amb direcció de Mario Gas, i No feu bromes amb l'amor d'Alfred de Musset. dirigida per Natalia Menéndez al Teatre Nacional de Catalunya. L'any següent participaria a la sèrie de televisió El Caso d'Ignacio Mercero. El 2017 va actuar a Els nens desagraïts de Llàtzer Garcia a la Sala Beckett, i a la sèrie Com si fos ahir de Nuria Furió com a Xavi Galiana, que es perllongà fins al 2019.
El 2018 participa en l'obra teatral Sol Solet d'Àngel Guimerà dirigit per Carlota Subirós i a Fin de siglo com a Javi sota direcció de Lucio Castro. L'any següent ho s'incorpora al projecte teatral Mercaderes de Babel de José Padilla. A la tardor del 2020 juntament amb l'actor Albert Triola actua a l'obra Similey, després de l'amor la segona part de l'èxit que ja van protagonitzar el 2014 sota la direcció de Guillem Clua.